# ユリウス・シュプリンガー
ユリウス・シュプリンガー（Julius Springer、1817年5月10日 - 1877年4月17日）は、ドイツの出版事業者。

## 略歴
シュプリンガー家はフランクフルト・アン・デア・オーダーに起源を持つ。ユリウスの祖父は七年戦争終結後の1764年に交易特許状を得ており、こののち一家はプロイセン王国、ベルリンに引っ越した。1813年11月15日、ユリウスの父であるユダヤ人のイジドール・シュプリンガー（Isidor Springer）はベルリン定住のための市民権を得、その2年後の1815年には商業特許状を得て商人となった。1815年、イジドールはマリアンネ・フリードレンダー（Marianne Friedländer）と結婚した。
1817年5月10日、イジドールとマリアンネはベルリンにて一人息子のユリウスをもうける。しかし、母マリアンネは出産後の産褥熱により、一人息子の誕生を喜ぶ暇もなくこの世を去った。
ユリウスは書店での年季奉公で出版のノウハウを学び、1842年、ベルリン＝ミッテ（旧ミッテ区）のブライテ通り（Breite Straße）20番街（現: 11番街）に自分の名を付けた小売書店を立ち上げた。これがのちに世界有数の学術出版社となるシュプリンガー・フェアラーク（Springer-Verlag）の始まりである。当時は自由主義を標榜する政治的パンフレット（ポリティカル・パンフレット（Pamphlet））や政治小説（ポリティカル・フィクション）を主に出版していた。
1848年、彼はプロイセン当局の検閲に違反した廉で逮捕された。しかし、直後にドイツ3月革命がベルリンに波及したため恩赦が下り、彼は反乱側に参加して当局に敵対する行動をとった。
彼は1867年から1873年までドイツ小売書店協会の会長を務めた。1869年から没年まで、彼はベルリン市議会議員であった。加えて彼はドイツ国内の著作権法事案、並びに国際的な著作権法規に関する先駆者の一人となった。
1877年4月17日、彼は死去した。その3日後の4月20日、亡骸はミッテにあるゾフィー教会第2墓地に納められた。のちに妻マリーもここに納められる。しかし墓は現存しない。
ユリウスの死後、シュプリンガー・フェアラークは彼の息子、フェルディナント・シュプリンガー・ゼニオール（Ferdinand Springer senior）とフリッツ・シュプリンガー（Fritz Springer）が引き継いだ。これ以降同社は多くの学術分野、とりわけ数学など自然科学分野の書籍出版に特化するようになる。

## 銘版

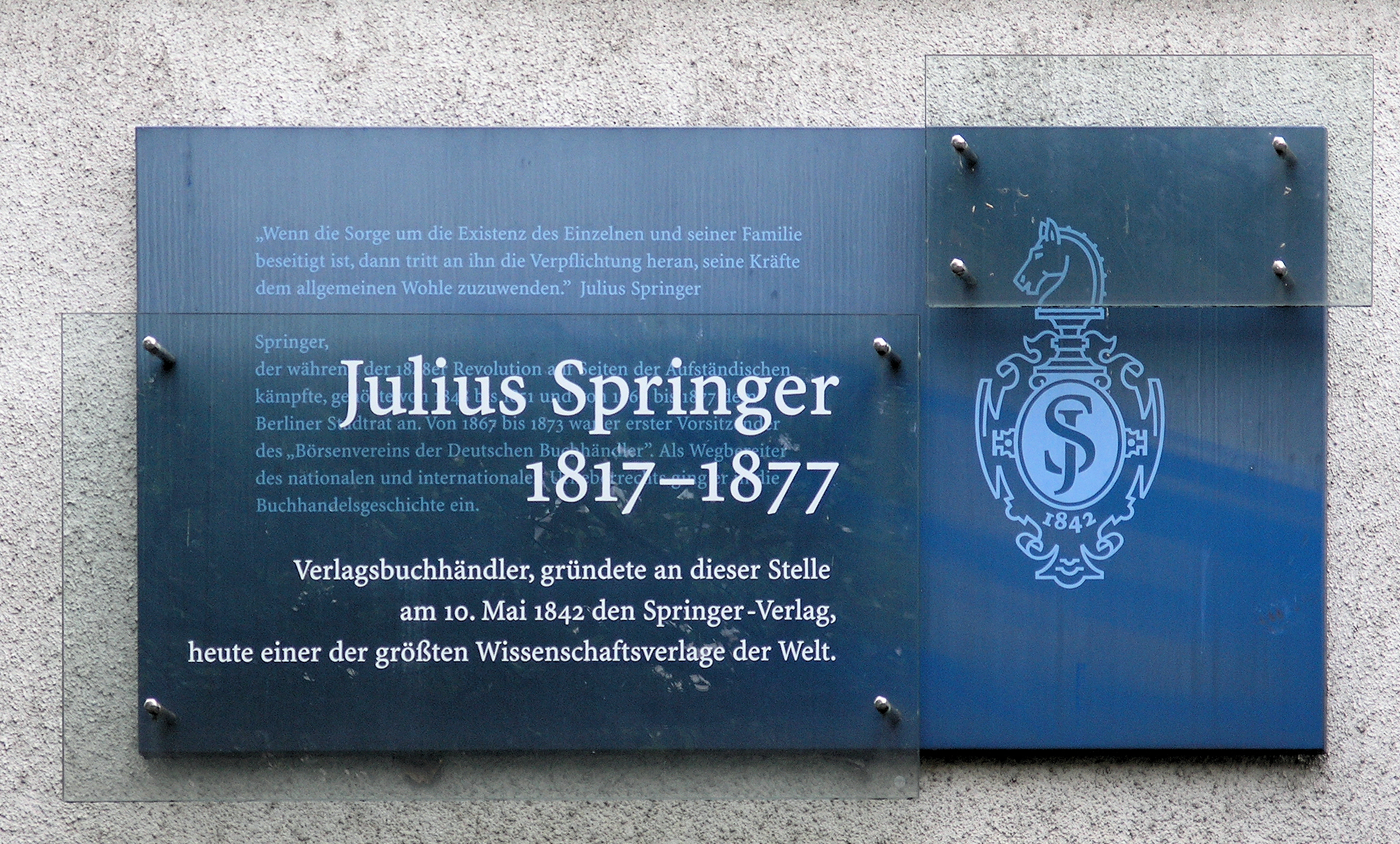
ベルリン＝ミッテ、ブライテ通り11番街にある彼を称える銘版。

1997年11月5日、ベルリン＝ミッテ、ブライテ通りにシュプリンガー社がユリウスの銘版を設置した。そこに書かれている内容はこうである。
参考訳:

## 栄誉
ユリウス・シュプリンガーの功績を記念し、応用物理学分野での輝かしい業績を残した人物を表彰するユリウス・シュプリンガー応用物理学賞がシュプリンガー・サイエンス・アンド・ビジネス・メディアにより設けられている。

## 家系

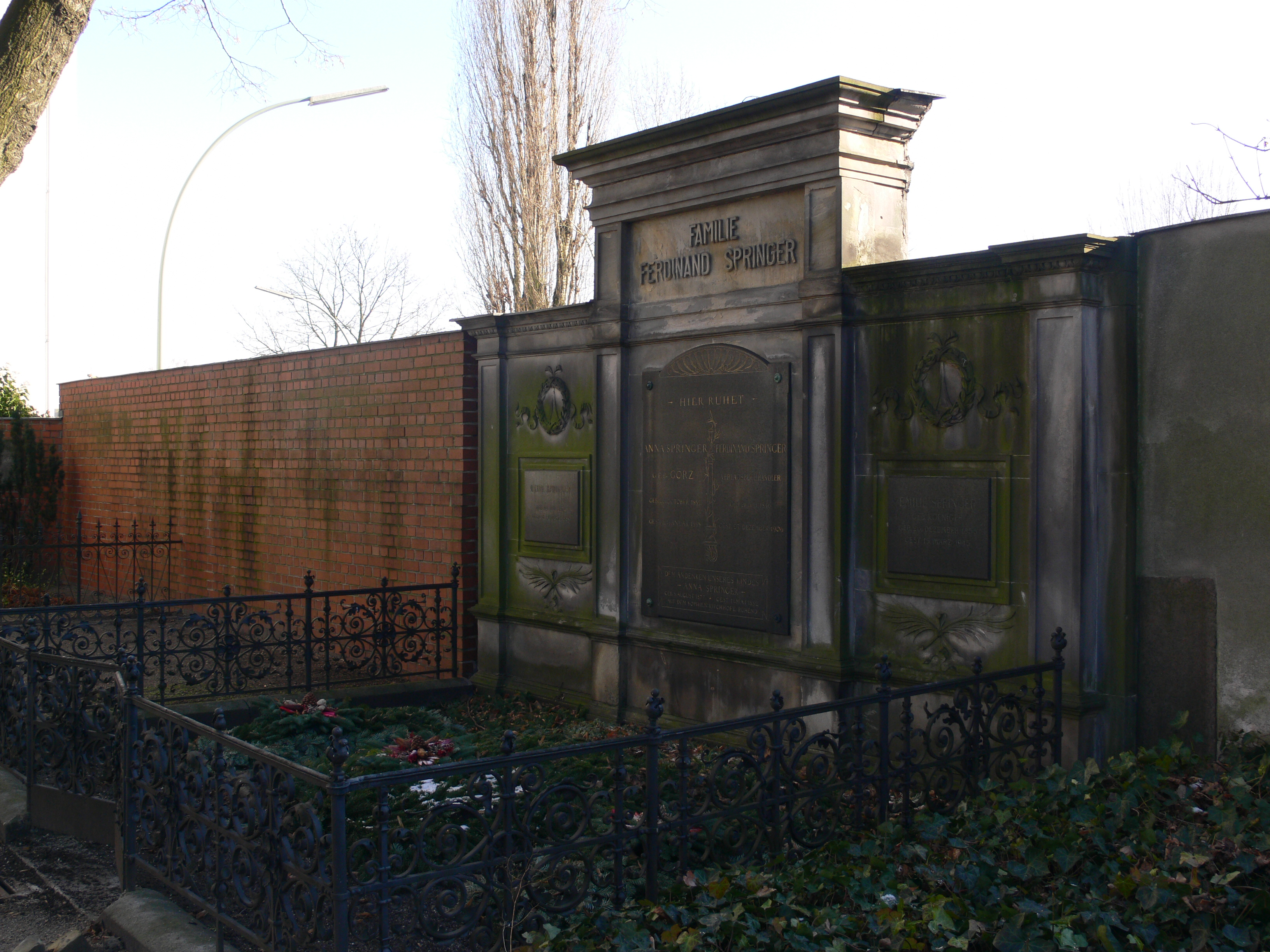
旧聖マタイ教会墓地にあるフェルディナント・ゼニオールとその家族の墓

- イジドール・シュプリンガー（Isidor Springer） - ユリウスの父（1771-1836）[1]。
- マリアンネ・フリードレンダー（Marianne Friedländer） - ユリウスの母（1788-1817）[1]。
- マリー・テレーゼ・オッペルト（Marie Therese Oppert） - ユリウスの妻（1826-1907）。
- フェルディナント・シュプリンガー・ゼニオール（ドイツ語版）（Ferdinand Springer senior） - ユリウスの息子（1846-1906）。ユリウスよりシュプリンガー・フェアラークを引き継いだ[2]。
- フリッツ・シュプリンガー（Fritz Springer） - ユリウスの息子（1850-1944）。兄フェルディナントと共に社を継ぐ[2]。
- エルンスト・シュプリンガー（Ernst Springer） - ユリウスの息子（1860-1944）。弁護士として甥たちであるフェルディナント・ユニオール、ユリウス・ユニオールの会社を法的な面で支える。また銀行頭取、ライヒ国債局（ドイツ語版）名誉委員など1935年までドイツ財務省の職に就く。1944年、テレジエンシュタット収容所に連行され、その後死亡[2]。
- フェルディナント・シュプリンガー・ユニオール（ドイツ語版）（Ferdinand Springer junior） - フェルディナント・シュプリンガー・ゼニオールの息子（1881-1965）。シュプリンガー・フェアラーク第3代社長[2][6]。医学書、自然科学書部門を引き継ぐ[6]。
- ユリウス・シュプリンガー・ユニオール（Julius Springer junior） - フリッツ・シュプリンガーの息子。シュプリンガー・フェアラーク第3代社長[6]。工学書、薬学書、更にのちには林学書、農学書の出版部門を引き継ぎ[6]、いとこであるフェルディナント・ユニオールを支える[2]。